# سامر اسلم (۲۰۲۲)
سامِر اِسلَم (به انگلیسی: SummerSlam) یک رویداد غیر رایگان (Pay-Per-View) در کشتی حرفه‌ای است که توسط کمپانی دبلیودبلیوئی و برای هر دو برند راو و اسمک‌داون تهیه می‌شود و این دوره‌اش هم در ۳۰ ژوئیه ۲۰۲۲ در ورزشگاه نیسان استادیوم شهر نشویل، در ایالت تنسی برگزار شد. این رویداد سی و پنجمین سامِراسلم سالانه بود. همچنین این رویداد اولین سامراسلمی بود که در ماه اوت برگزار نشد. 

## زمینه‌سازی
سامر اسلم شامل مسابقاتی بین دشمنی‌های موجود، ماجراهای پیش آمده و استوری‌هایی خواهد بود که پیش از این در برنامه‌های را و اسمَک‌دَون پخش شده بود. کشتی‌گیرها با توجه به مسابقات یا سری اتفاقاتی که برایشان رخ می‌دهد و تنش را به حداکثر می‌رساند، نقش منفی یا قهرمان به خود می‌گیرند و در این رویداد به مسابقه و رقابت می‌پردازند.

## نتایج
| #                                                     | نتایج | نوع مسابقه                                                                                   | مدت زمان |
| ----------------------------------------------------- | --- | -------------------------------------------------------------------------------------------- | -------- |
| ۱                                                     | بیانکا بلر (c) پیروز در مقابل بکی لینچ                                                                           | مسابقه تک نفره برای قهرمانی کمربند زنان راو دبلیودبلیوئی                                     | ۱۵:۱۰    |
| ۲                                                     | لوگان پاول پیروز در مقابل د میز (با همراهی ماریس و توماسو چامپا)                                                 | مسابقه تک نفره                                                                               | ۱۴:۱۵    |
| ۳                                                     | بابی لشلی (c) پیروز در مقابل آستین تئوری با تسلیم فنی                                                            | مسابقه تک نفره برای قهرمانی کمربند ایالات متحده دبلیودبلیوئی                                 | ۴:۴۵     |
| ۴                                                     | د میستریوز (ری میستریو و دامینیک میستریو) پیروز در مقابل جاجمنت دی (دیمین پریست و فین بلر) (با همراهی ریا ریپلی) | مسابقه تگ تیم بدون رد صلاحیت(ادج در هنگام مسابقه به طور رسمی بازگشت و به د مستریوز کمک کرد.) | ۱۱:۰۵    |
| ۵                                                     | پت مک کافی پیروز در مقابل کوربین خوشحال                                                                          | مسابقه تک نفره                                                                               | ۱۰:۴۰    |
| ۶                                                     | د اوسوز (جی اوسو و جیمی اوسو) (c) پیروز در مقابل استریت پروفیتس (مونتز فورد و آنجلو داوکینز)                     | مسابقه تگ تیم برای قهرمانی کمربند تگ تیم اسمکدان و راو (جف جَرِت به عنوان داور ویژه حضور داشت) | ۱۳:۲۵    |
| ۷                                                     | لیو مورگان (c) پیروز در مقابل راندا روزی                                                                         | مسابقه تک نفره برای قهرمانی کمربند زنان اسمک داون دبلیودبلیوئی                               | ۴:۳۵     |
| ۸                                                     | رومن رینز (c) (با همراهی پاول هیمن) پیروز در مقابل براک لزنر                                                     | مسابقه آخرین مرد ایستاده برای قهرمانی هر دو کمربند یونیورسال و کمربند قهرمانی دبلیودبلیوئی   | ۲۳:۰۰    |
| - (c) – نشان‌دهنده قهرمان(هایی) است که به میدان می‌روند | |                                                                                              |          |